# Muscicapa tessmanni
A Muscicapa tessmanni a madarak osztályának a verébalakúak (Passeriformes) rendjéhez és a  légykapófélék (Muscicapidae) családjához tartozó faj.

## Rendszerezése
A fajt Anton Reichenow amerikai ornitológus írta le 1907-ben, a Pedilorhynchus nembe Pedilorhynchus tessmanni néven. Egyes szervezetek a Fraseria nembe sorolják Fraseria tessmanni néven.

## Előfordulása
Közép- és Kelet-Afrikában, Kamerun, a Kongói Demokratikus Köztársaság, Elefántcsontpart, Egyenlítői-Guinea, Ghána, Libéria, Nigéria és Sierra Leone területén honos. 
Természetes élőhelyei a trópusi és szubtrópusi hegyi esőerdők. Állandó, nem vonuló faj.

## Megjelenése
Testhossza 13 centiméter.

## Életmódja
Rovarokkal táplálkozik.

## Természetvédelmi helyzete
Az elterjedési területe rendkívül nagy, egyedszáma pedig ismeretlen. A Természetvédelmi Világszövetség Vörös listáján nem fenyegetett fajként szerepel.